# 雅各布·帕里斯
雅各布·帕里斯（葡萄牙語：Jacob Palis，1940年3月15日—2025年5月7日），巴西数学家。2013年当选为中国科学院外籍院士。

## 外表链接
- Jacob Palis' homepage （页面存档备份，存于）
- 雅各布·帕里斯在數學譜系計畫的資料。
- Jacob Palis （页面存档备份，存于） International Balzan Prize Foundation
- Interview (in Portuguese)